# Triebendorf
Triebendorf je rakouská obec v okrese Murau ve spolkové zemi Štýrsku,

## Geografie

### Poloha
Triebendorf leží asi 6 km východně od Murau.

### Členění obce
Obec sestává jen z jednoho katastrálního území Triebendorf.

### Sousední obce
- Stolzalpe
- Sankt Peter am Kammersberg
- Frojach-Katsch
- Sankt Blasen
- Laßnitz bei Murau

## Hospodářství a infrastruktura
Při sčítání lidu v roce 2001 bylo v obci 6 pracovišť s 22 zaměstnanci a 14 obyvatel dojíždělo do zaměstnání. V roce 1999 v lesnických závodech pracovalo 13 obyvatel a obhospodařovalo 648 hektarů.

## Politika

### Obecní rada
Devět křesel v obecním zastupitelství po volbách v roce 2005 bylo rozděleno podle získaných mandátů takto:
- 7 ÖVP
- 2 SPÖ

### Starosta obce
- Richard Engel (ÖVP)